# 奧古斯特·克羅
沙克·奧古斯特·史丁伯格·克羅（丹麥語：Schack August Steenberg Krogh，1874年11月15日—1949年9月13日）是一位擁有羅姆人吉普賽血統的丹麥人，在1916年到1945年間，是哥本哈根大學動物生理學系的教授。他是生理學領域中許多研究的奠基者之一。
1920年，克羅因為發現了骨骼肌裡面的微血管調控機制，而獲得諾貝爾生理學或醫學獎。